# Iglesia de Santa Cruz (Sevilla)
La iglesia de Santa Cruz es un templo católico situado en la calle Mateos Gago del barrio de Santa Cruz de Sevilla (Andalucía, España). Las obras de construcción del templo se finalizaron en el siglo XVIII. Entre el siglo XVII y el siglo XIX fue el templo del convento del Espíritu Santo, de los clérigos menores. En la actualidad es la sede de la parroquia de este nombre. Tiene otro acceso por la plaza de la Escuela de Cristo.
Es la sede de la Hermandad de Santa Cruz.

## La parroquia de Santa Cruz

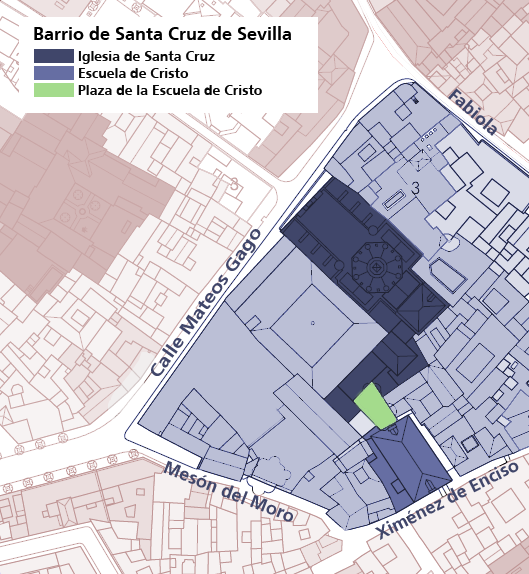
Localización de la iglesia de Santa Cruz.

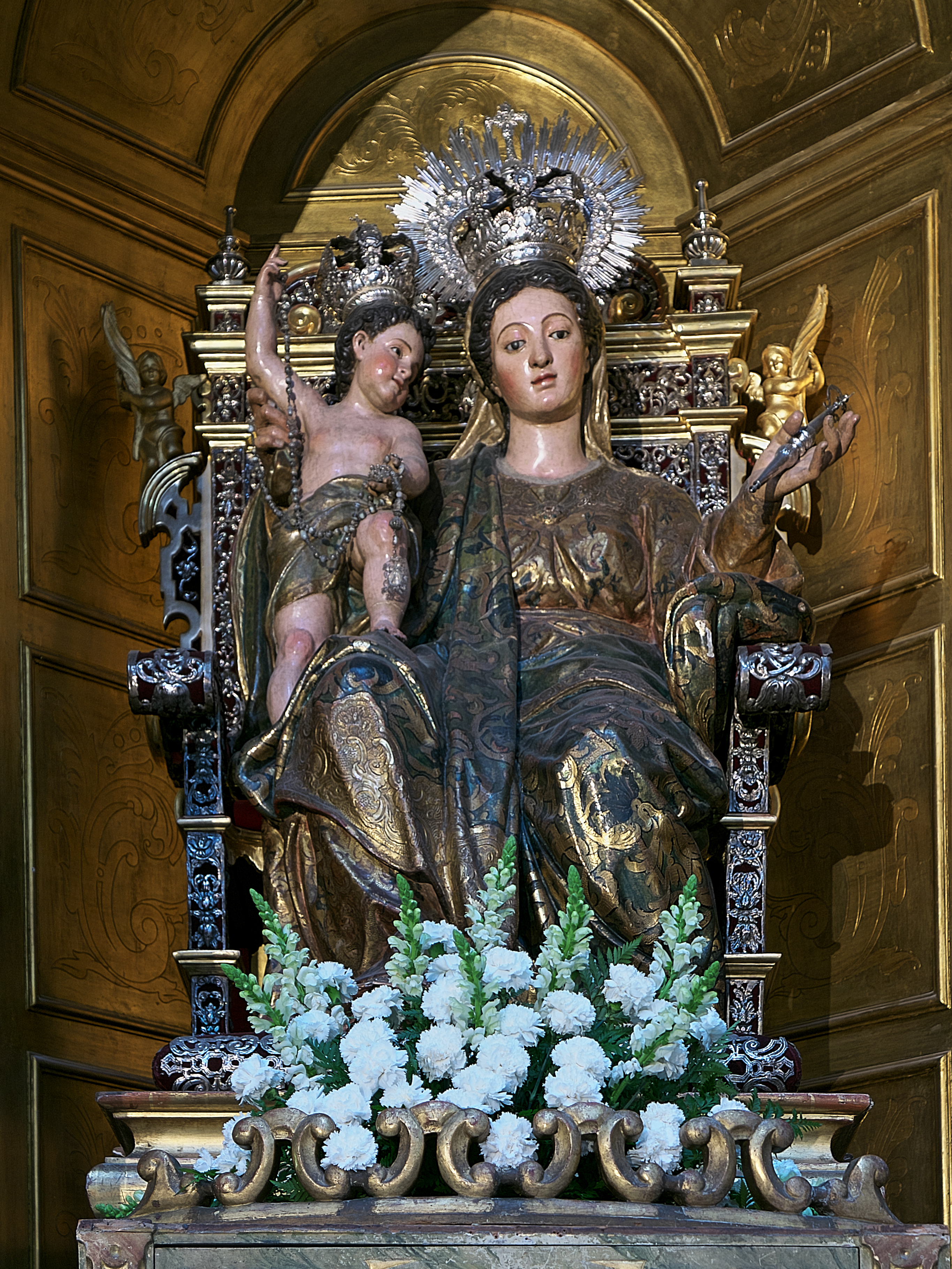
Nuestra Señora de la Paz, Jerónimo Hernández

La iglesia se encuentra situada dentro de lo que era la antigua judería de la ciudad. En los emplazamientos de sinagogas que existían se edificaron las iglesias de San Bartolomé, Santa María la Blanca y Santa Cruz. La anterior iglesia de Santa Cruz, ubicada en otro espacio, se edificó en 1391, por orden del cabildo de la ciudad durante el reinado de Enrique III de Castilla y se convirtió, asimismo, en edificio auxiliar del sagrario catedralicio. En 1682 fue enterrado en esa iglesia Bartolomé Esteban Murillo.
En 1810, con la invasión francesa de Sevilla. Las autoridades francesas clausuraron la iglesia de Santa Cruz para realizar reformas urbanísticas en la zona y en 1811 la parroquia se trasladó a la iglesia del convento del Espíritu Santo, que había sido exclaustrado en 1810. Tras la expulsión de los franceses, se produjo el regreso de los religiosos al convento en 1813. En 1814 la parroquia se trasladó a la iglesia del hospital de los Venerables Sacerdotes.
El derribo definitivo de la antigua iglesia de Santa Cruz tuvo lugar en 1814 por parte del asentista Mayer. En ese lugar se abrió la actual plaza de Santa Cruz.
El Convento del Espíritu Santo fue desamortizado en 1835. En 1840 la parroquia se trasladó al templo del antiguo convento.
En 1904 se fundó en esta parroquia la Ilustre y Antigua Hermandad del Santísimo Sacramento y Nuestra Señora de la Paz, Fervorosa Cofradía de Nazarenos del Santísimo Cristo de las Misericordias, Santa María de la Antigua y Nuestra Señora de los Dolores, conocida como Hermandad de Santa Cruz.

## Convento del Espíritu Santo
La orden de Clérigos Regulares Menores fue fundada en Nápoles a finales del siglo XVI. En 1599 fundaron su primera casa en España, en Madrid, y en 1601 en Alcalá de Henares y Valladolid.
En 1604 recibieron autorización de Felipe III para fundar una casa de la orden en Sevilla. Los religiosos Pedro de Sousa, Antonio Carmona y Pedro de Viera se trasladaron a la ciudad en 1628 y se instalaron primero en la calle Armas, luego en unas casas en la collación de San Bartolomé y finalmente a una casa en la calle Aire, en la collación de la parroquia del Sagrario de la Catedral de Sevilla. No obstante, el cabildo catedralicio no deseaba la instalación de órdenes religiosas en su collación y los menores debían celebrar sus misas en las iglesias de San Bartolomé, San Nicolás o Santa María la Blanca. En 1626 el arzobispo Luis Fernández de Córdoba les autorizó a instalarse oficialmente en la collación, donde situaron su propia iglesia. El título del convento fue del Espíritu Santo.
A mediados del siglo XVII en el convento había veintiún religiosos, aunque la epidemia de peste negra de 1649 redujo el número a ocho.
Aunque la orden empleó una casa aneja para tener más espacio, el lugar de la calle Aire seguía siendo pequeño y debían pagar un alquiler de 500 ducados anuales. Por ello, compraron el corral de Don Juan, en la calle Borceguinería (actual calle Mateos Gago). Con autorización del arzobispo, Pedro de Tapia, se trasladaron a este lugar en 1654. Hacia 1655 trabajó en las obras de este convento Sebastián de Ruesta, que realizó el claustro principal.
En 1660 el matrimonio de Tomás Andeiro Daza y María de Vargas donaron a la orden unas casas en la collación de Santa Cruz y la huerta de la Flamenca, con cuyos beneficios pudieron construir su nueva sede. A cambio, los donantes tenían derecho a ser enterrados en la capilla mayor del templo. En 1666 adquirieron dos casas al cabildo catedralicio, que se encontraban detrás del corral. La construcción de la nueva iglesia comenzó en 1655 y ya estaba construida en 1672. En 1701 se adquirieron otros inmuebles anejos en la calle Cruces. La capilla mayor del templo, diseñada por el alarife José Tirado, se construyó entre 1701 y 1728.
Para ampliar el convento, en 1705 compraron un solar situado entre la calle Borceguinería y la calle Mesón del Moro a la Hermandad de la Misericordia.
En 1731 se instaló en el templo de esta iglesia la Hermandad de Nuestra Señora del Mayor Dolor, desaparecida en fecha desconocida.
Entre el 24 de septiembre y el 3 de octubre de 1769 se celebraron en el convento fiestas solemnes por la canonización del fundador de la orden, san Francisco Caracciolo, por el papa Clemente XIV.
En 1810, durante la invasión francesa de Sevilla, el convento fue exclaustrado. Los religiosos regresaron en 1813. Fue desamortizado en 1835. Desde 1840 la iglesia es sede de la parroquia de Santa Cruz.
El convento sirvió como cuartel de la Guardia Civil y como casa de vecinos. En la actualidad es la sede del Colegio de San Isidoro. Del antiguo convento se conservan el claustro principal, una escalera y algunas dependencias. El claustro principal fue realizado por Sebastián de Ruesta a mediados del siglo XVII. La escalera fue finalizada en 1728 por el albañil José San Martín.
En 1791 se fundó en el compás de la Casa Grande de San Francisco la Santa Escuela de Cristo. En 1794 esta escuela se trasladó al convento del Espíritu Santo. En 1798 compraron unas casas anejas al convento a Ximénez de Enciso. En este sitio construyeron una capilla propia, con acceso al claustro del convento. La capilla fue construida por el alarife Fernando de Rosales.
Todo el conjunto está incluido dentro del Conjunto Histórico de Sevilla por Decreto de 27 de agosto de 1964.

## Descripción

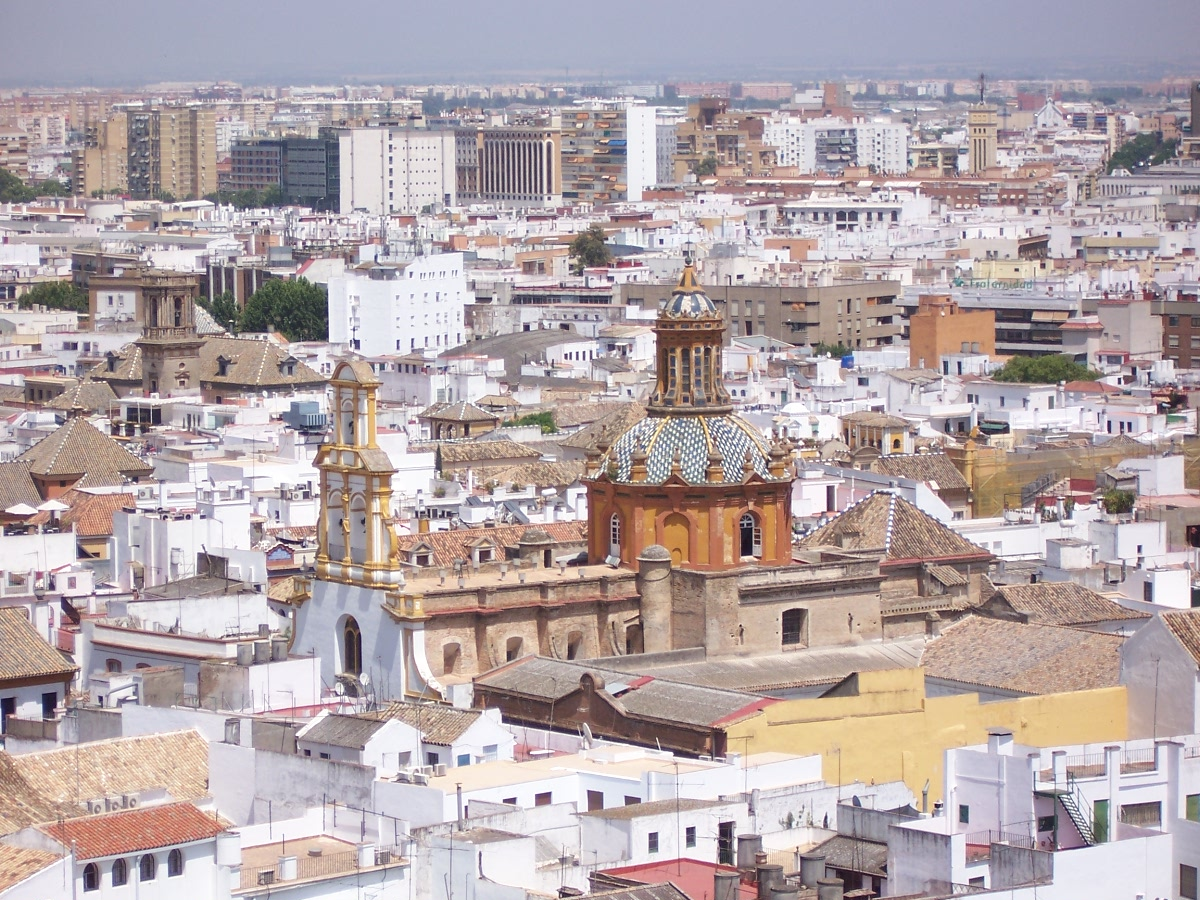
Iglesia de Santa Cruz vista desde la torre de la Giralda.

### Exterior
La fachada principal, de la calle Mateos Gago, estuvo sin finalizar desde el siglo XVIII. Fue finalizada, con estilo neobarroco, por Juan Talavera y Heredia entre 1926 y 1929.

### Interior

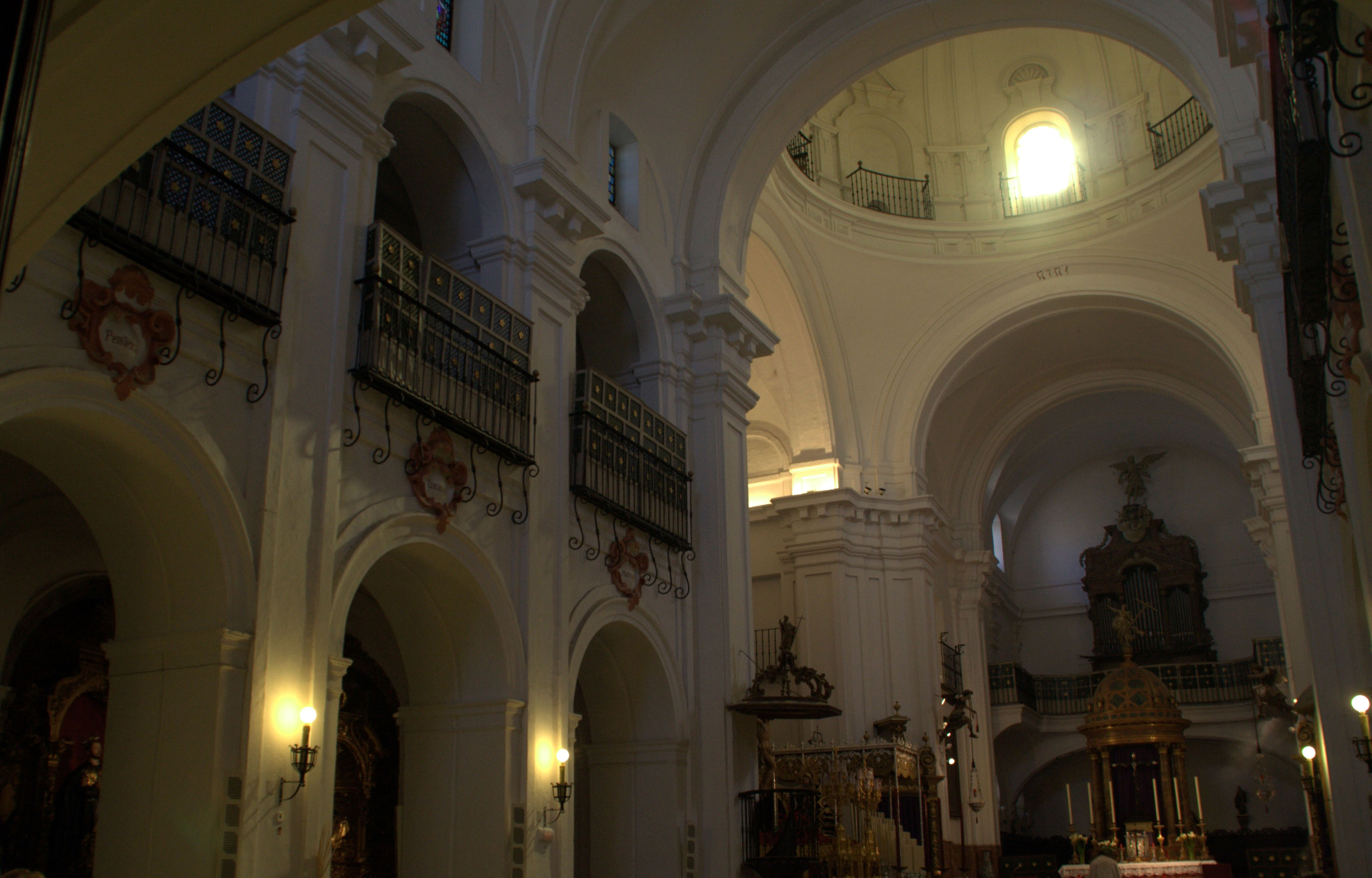
Nave principal.

El interior de la iglesia se compone de una planta de cruz latina de tres naves, la central más amplia y elevada que las laterales, comunicadas entre sí por arquerías de medio punto y discurriendo sobre ellas sendas galerías. Las naves quedan divididas en cuatro tramos con crucero, presbiterio y coro a los pies. El crucero se cubre con cúpula de media naranja sobre pechinas sin tambor y con linterna que apoyan en gruesos pilares, mientras que la cubrición del resto de la iglesia se realiza por bóvedas de diverso tipo.
Desde su radicación definitiva como parroquia en 1840, la iglesia sufrió diversas transformaciones que no alteran su fábrica, salvo en el caso de la nave de la epístola, limitándose a cambios de imágenes de distintos altares.

#### Presbiterio
La iglesia tuvo un retablo mayor realizado hacia 1735 por Felipe Fernández del Castillo, con esculturas atribuidas a Benito de Hita y Castillo. Se desconocen las imágenes que se encontraban en ese retablo, salvo la Virgen del Mar, que fue donada a los clérigos menores en 1626 por Beatriz Bermúdez y que, tras estar un tiempo en un retablo de la nave del Evangelio, pasó al retablo mayor. Fue titular de una cofradía que ya había desaparecido a finales del siglo XVIII. El retablo estaba situado en un muro con dos vanos laterales, que dividía el presbiterio en dos mitades.
El antiguo retablo mayor no gustó a los eruditos neoclásicos de la época, como Eugenio Llaguno y Amirola, que propició la retirada del mismo para la instalación de un templete. Para esta instalación se derribó el muro del presbiterio y se colocó una grada de tres escalones de mármol rojo. El templete fue realizado por Blas Molner en 1792. Es de estilo neoclásico, pintado para imitar el color del mármol. La cúpula del templete está coronada por una figura de la Fe.
En él se encuentra la Virgen de la Paz, que es una Virgen con el Niño atribuida a Jerónimo Hernández. Esta imagen se encontraba en el convento de San Pablo, bajo la advocación de la Virgen del Rosario, y se trasladó a este templo tras la desamortización de 1835.
Al fondo del presbiterio se encuentra la sillería del coro, realizada entre 1791 y 1800. Es de autor anónimo y estilo neoclásico, y está realizada en pino de Flandes y caoba. Tiene un total de 46 sitiales repartido en dos órdenes, 19 en la sillería baja y 27 en la sillería alta.

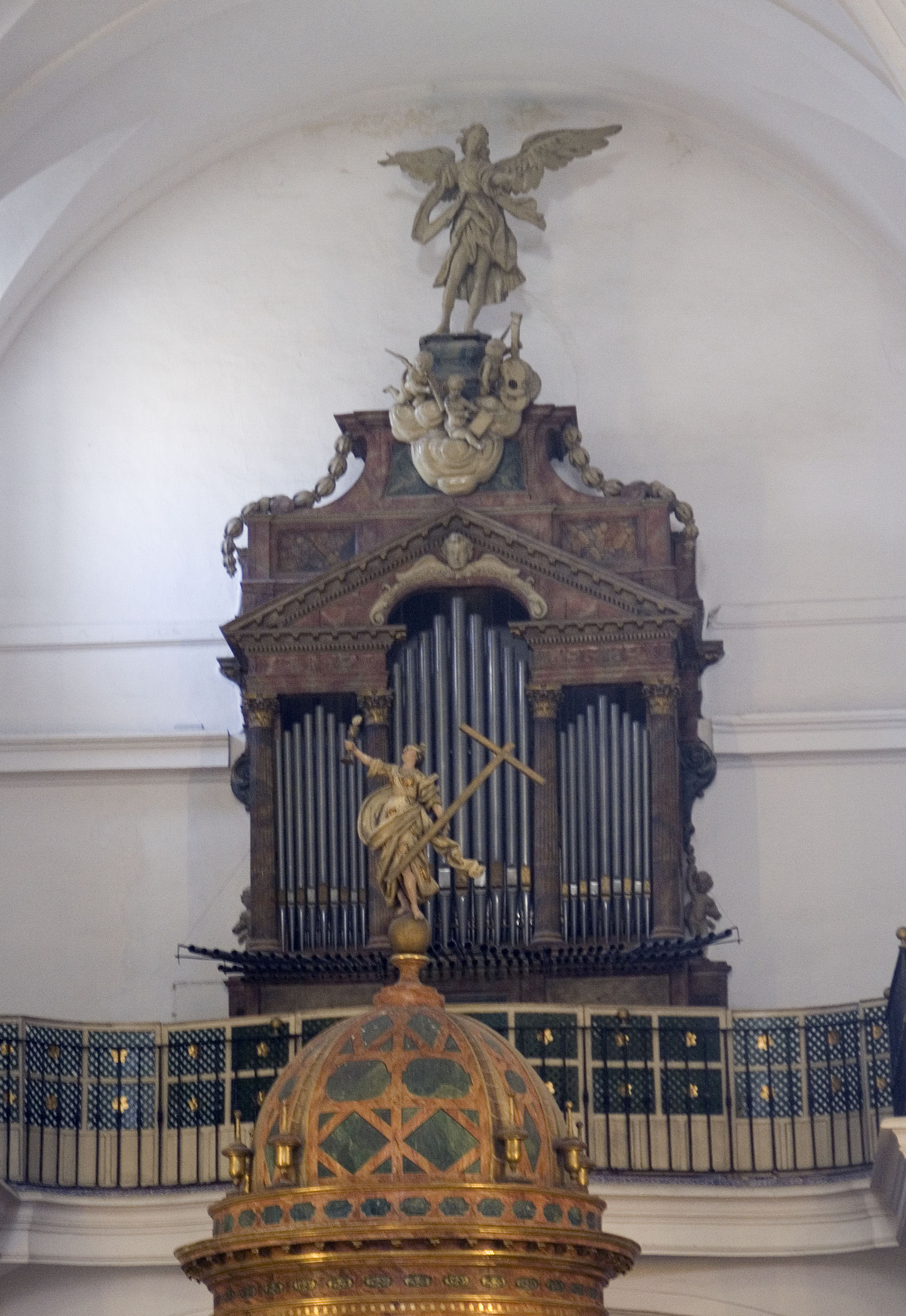
Órgano tubular barroco.

Sobre la sillería, hay una tribuna con un arco escarzano y un antepecho metálico. En la tribuna hay una consola de madera oscura sobre la que se encuentra el órgano. Es del siglo XIX y fue realizado por el maestro organero Antonio Otín Calvete. En la parte superior del órgano hay esculturas alegóricas de la música sacra.

#### Nave del Evangelio

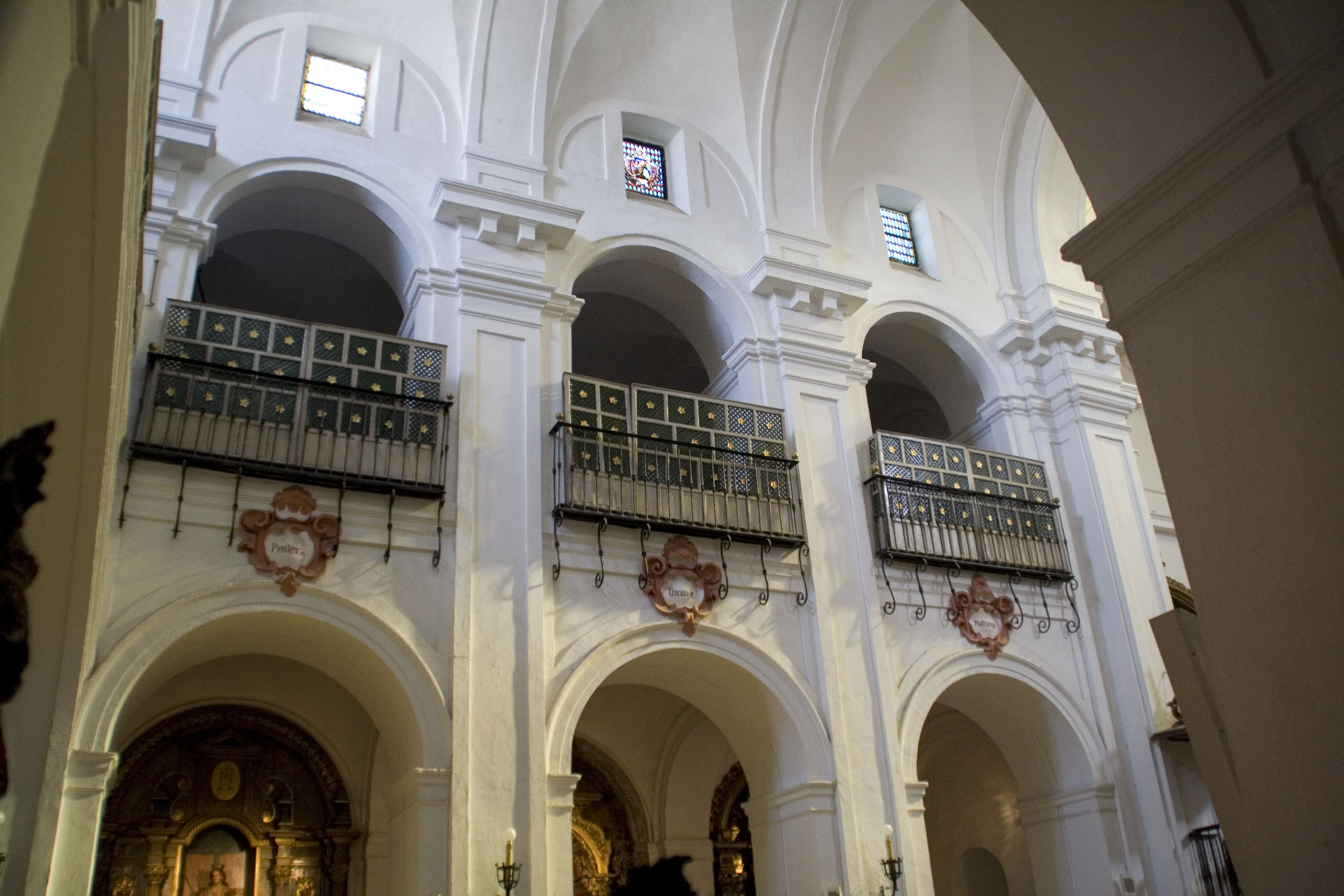
Nave del Evangelio.

En el testero del crucero, en la parte de la nave del Evangelio, se encuentra el Cristo de las Misericordias. Es un Crucificado atribuido a Pedro Roldán de 1670.
El retablo en que se encuentra es de estilo barroco, dorado, y procedente del convento de Nuestra Señora de la Asunción, que estaba en la plaza del Museo esquina a San Vicente, y que fue expropiado por el régimen surgido de la Revolución de 1868. Su ejecución se puede fijar en la segunda mitad del siglo XVII, sabiéndose que su llegada a Santa Cruz fue poco después del año citado. 
En la nave del evangelio, contando desde el crucero, hay cuatro capillas con retablos que albergan las siguientes imágenes:
- Santa Ana y la Virgen niña. Retablo barroco diseñado y realizado por Bernardo Simón de Pineda de entre 1671 y 1672[17] y dorado y policromado por Juan de Valdés Leal.[18] Santa Ana y la Virgen niña, así como los diez niños y serafines del retablo, están atribuidos a Pedro Roldán.[18] Santa Ana y la Virgen estaban flanquedadas por dos estatuas de pequeño formato de San Joaquín y Santa Ana y la Virgen niña, de mediados del siglo XVIII, que en la actualidad se encuentran en el retablo de la nave de la epístola del crucero.[19] Esta capilla era propiedad de Sebastián de Arria y Otalora y su mujer, Ana de Luna Ladrón de Guevara, y fue finalizada en 1671.[18]

- San Francisco Caracciolo. El retablo barroco y San Francisco Caracciolo, fundador de la orden, están atribuidos a Pedro Duque Cornejo del último cuarto del siglo XVIII. En los laterales estaban San Nicolás de Bari y San Francisco de Paula. En la actualidad en los laterales se encuentran San Francisco de Paula y San Francisco de Asís, del siglo XVIII. Esta capilla fue adjudicada en 1667 al capitán Jacinto López del Pino y a Diego Gómez de la Guerra y sus sucesores. Los sucesores la donaron a la Hermandad de la Virgen del Mar (imagen donada en 1626 a los menores por Catalina Bermúdez, que la tenía en su oratorio privado). La hermandad había desaparecido a finales del siglo XVIII. La Virgen del Mar estuvo un tiempo en el altar mayor y en la actualidad se encuentra en paradero desconocido.[19]

- Santa Bárbara. El retablo neoclásico fue realizado en torno a 1812 por Miguel Albín. En la parte superior se encuentra un relieve de los Sagrados Corazones. Santa Bárbara es de mediados del siglo XVIII. Fue adquirido por la Hermandad de San Eligio, que tras el cierre de la Casa Grande de San Francisco se trasladó al convento de los menores. Esta capilla fue adjudicada a Juan Eusebio Negrete para sus enterramientos en 1699. Originalmente, en este retablo se encontraba San José.[20]

- Inmaculada Concepción. El retablo barroco fue realizado por Bernardo Simón de Pineda en 1678. En el centro se encuentra la Inmaculada Concepción, del siglo XVIII.[17] Gutierre Mahuis (natural de Amberes) y María de Medina (de Gibraltar), afincados en Sevilla, lograron adquirir el patronato de la capilla de la Concepción por 19.200 ducados de vellón, en el año 1666.[21] En ella se enterraron sus hijos Pedro (1685) y Guillermo Mahuis Medina (1701), al recibir el patronato de sus padres. En este retablo estuvo la Virgen del Mar. Un relieve hace referencia a esta advocación en la parte superior. En los laterales se encuentran los arcángeles San Miguel y San Gabriel, del siglo XVIII.[20]

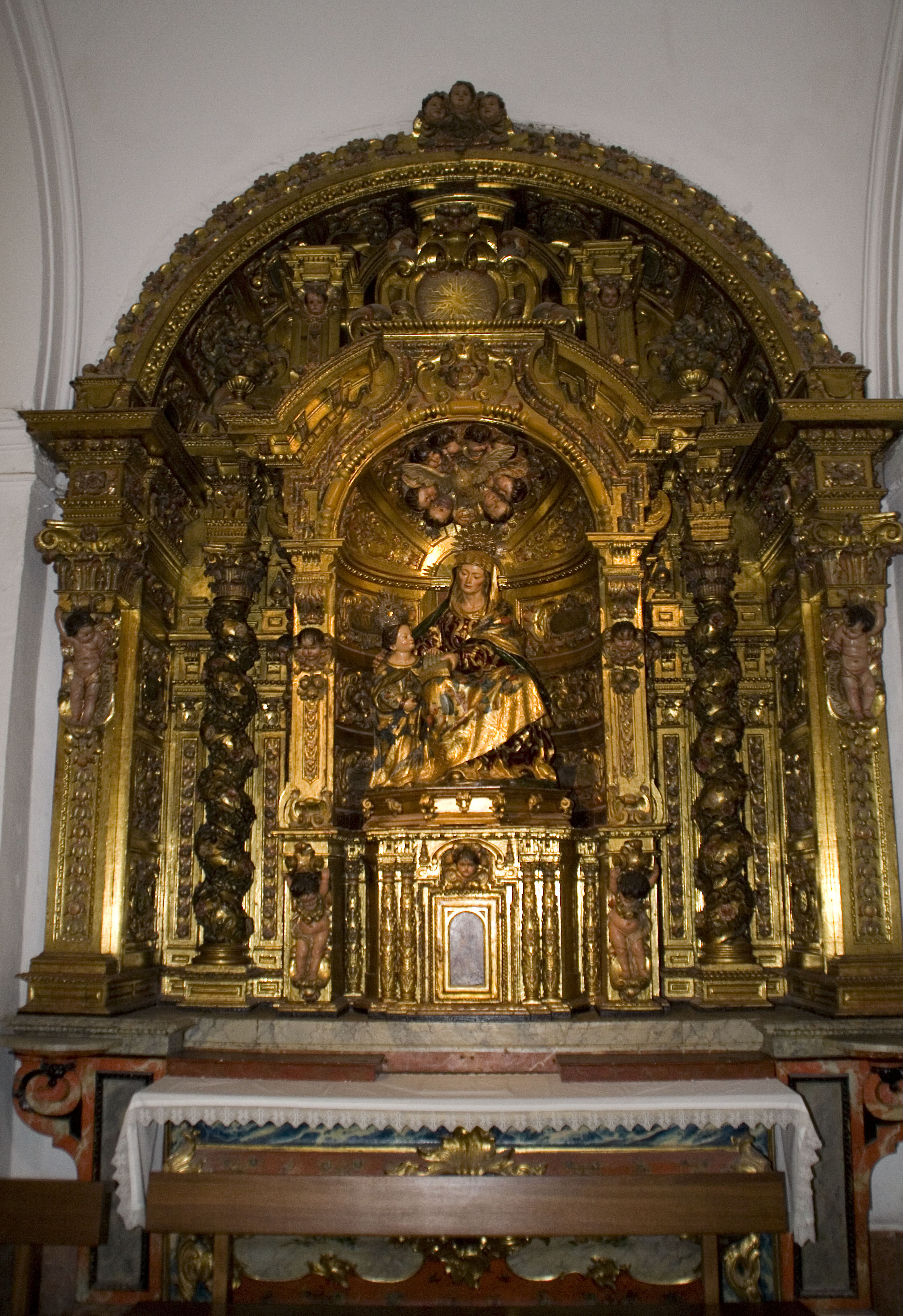
Retablo de Santa Ana.
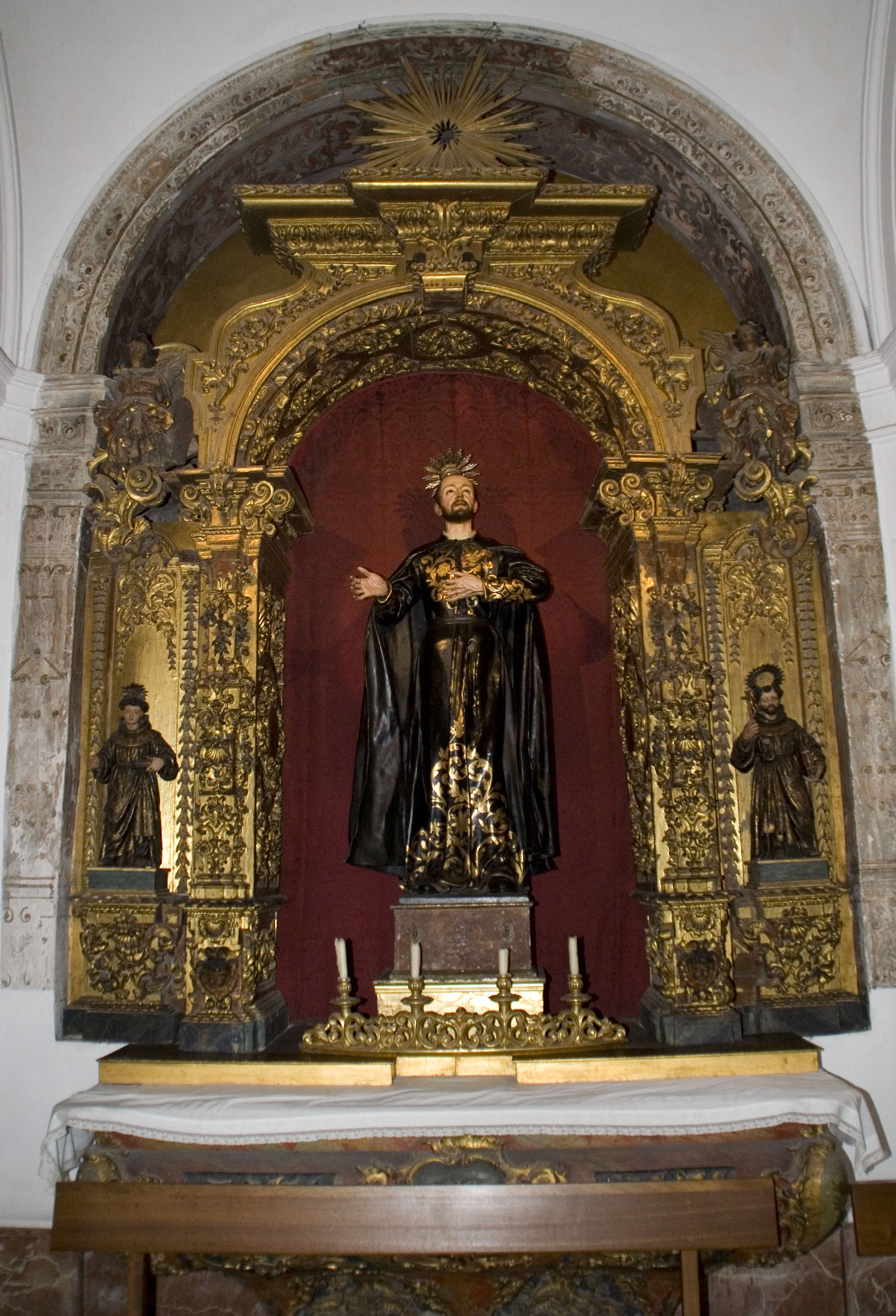
Retablo de San Francisco Caracciolo.
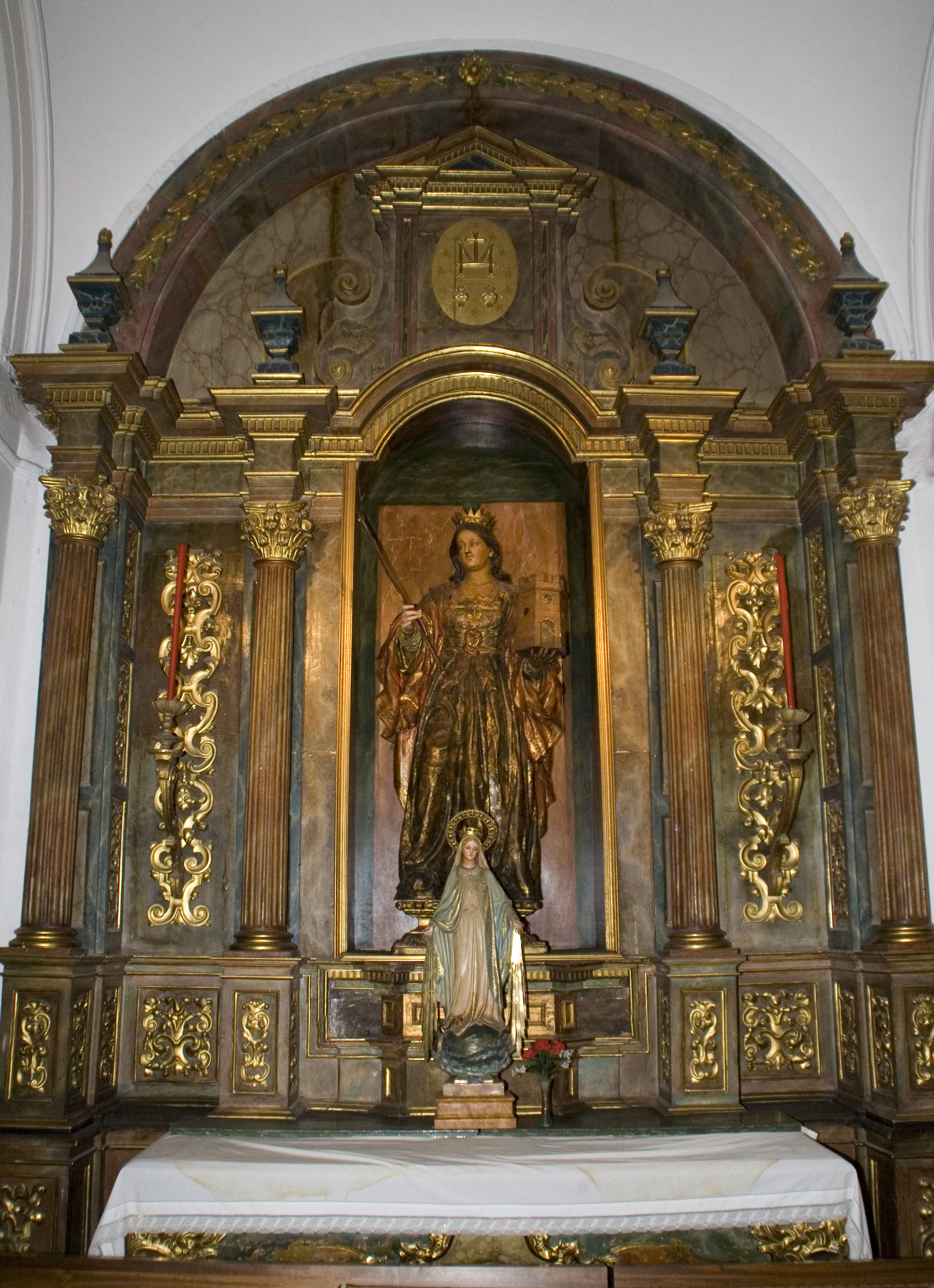
Retablo de Santa Bárbara.
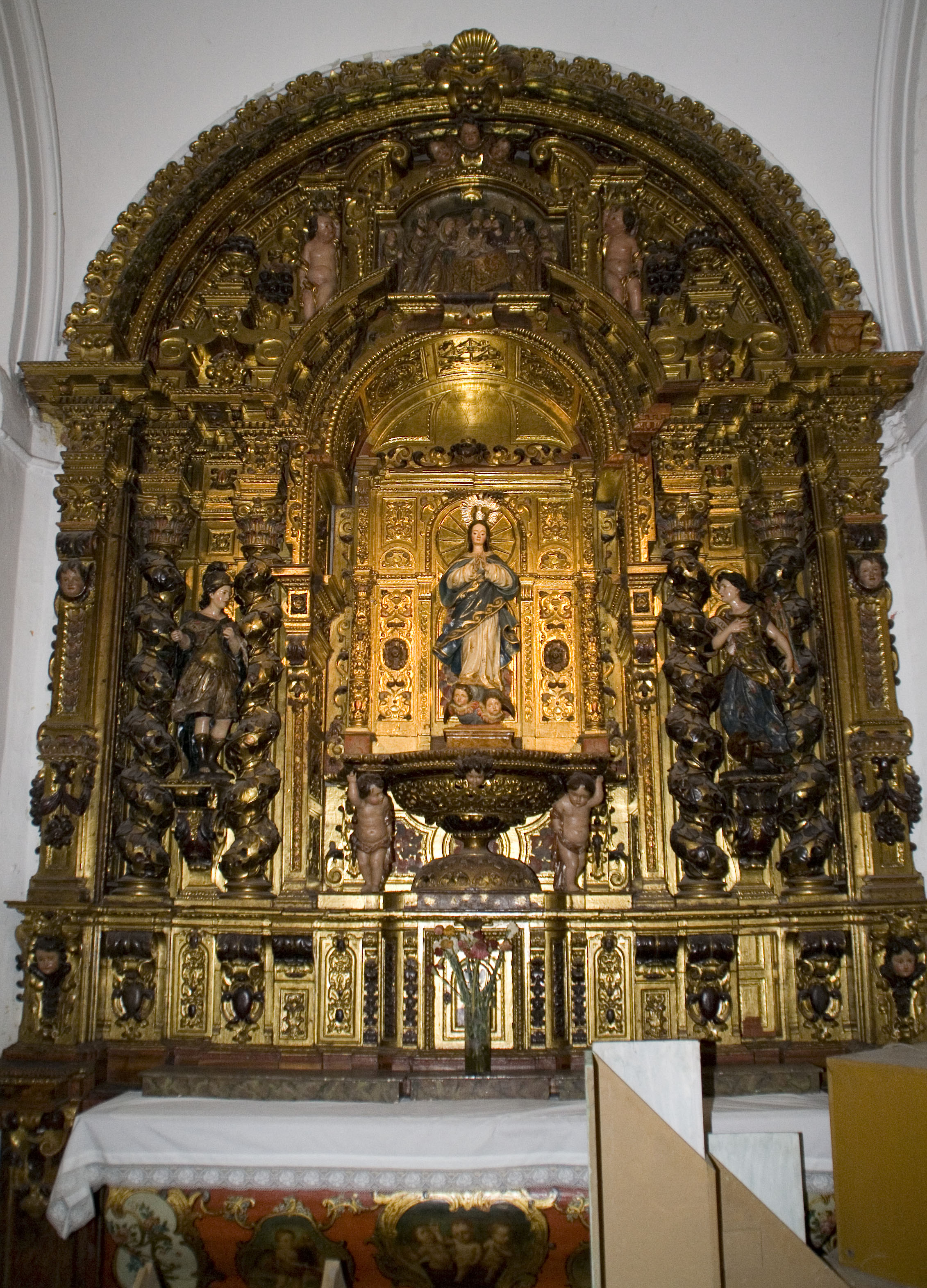
Retablo de la Inmaculada Concepción.

#### Nave de la epístola
En el testero del crucero se encuentra un retablo del siglo XVII en estilo barroco, restaurado y repintado al gusto neoclásico tras sufrir un incendio en el último cuarto del siglo XIX. En una hornacina a la altura de la mesa de altar se conserva un excelente grupo escultórico en madera policromada representando la transverberación de Santa Teresa de Jesús, atribuible a La Roldana. Dos lienzos representando a San Pedro y San Pablo flanquean la hornacina central en la que se venera la imagen de Ntra. Sra. de los Dolores realizada por Antonio Eslava Rubio En las calles laterales vemos las imágenes de Santo Tomás de Aquino y de Santa Filomena realizadas en madera estofada posiblemente en el tercer cuarto del siglo XVIII, completándose la iconografía de este retablo con una talla de San Felipe Neri fechable en el siglo XVII situada en el ático del retablo; todas estas obras son de autor desconocido.
En la nave del evangelio, contando desde el crucero, hay cuatro capillas con retablos que albergan las siguientes imágenes:
- San Eloy. Retablo neoclásico realizado por Miguel Albín hacia 1812. Fue adquirido por la Hermandad de San Eloy. El retablo alberga la estatua de San Eloy, atribuida a Juan de Mesa de la primera mitad del siglo XVII y reformada en 1743 por Domingo Martínez.[21]

- Virgen del Mayor Dolor. La Virgen del Mayor Dolor es de mediados del siglo XVIII. La capilla fue adquirida para sus enterramientos por Cristina Matienzo Ystte de Castañeda en 1670. Esta costeó el retablo, que fue realizado en 1672 por Simón de Pineda y Juan de Valdés Leal. Es un retablo barroco reformado en 1756 con detalles de rocalla, según el estilo rococó.[21] La reforma fue realizada por la Hermandad de Nuestra Señora del Mayor Dolor, que tuvo su sede en esta capilla desde 1734.[22]

- San Francisco. Retablo neoclásico del siglo XX que alberga una estatua de San Francisco del siglo XVIII. Esta capilla albergaba un retablo con lienzo de San Dionisio Aeropagita, co-patrono del templo. Este cuadro, con marco dorado, fue atribuido a Antonio Acisclo Palomino, y hacia el 1800 se encontraba en el presbiterio. En el retablo también había una estatua de San Antonio de Padua donada en 1730 por Antonio Montenegro. Esta capilla fue otorgada en 1670 a Paula de Záratre y a Brioso Prato.[22]

- Virgen de la Soledad. Retablo con un cuadro de la Virgen de la Soledad. En la parte superior se encuentra una pintura de San Carlos Borromeo. El conjunto es de autor anónimo del siglo XVIII. Esta capilla fue otorgada en 1672 a Martín Damiano y sus sucesores.[22]

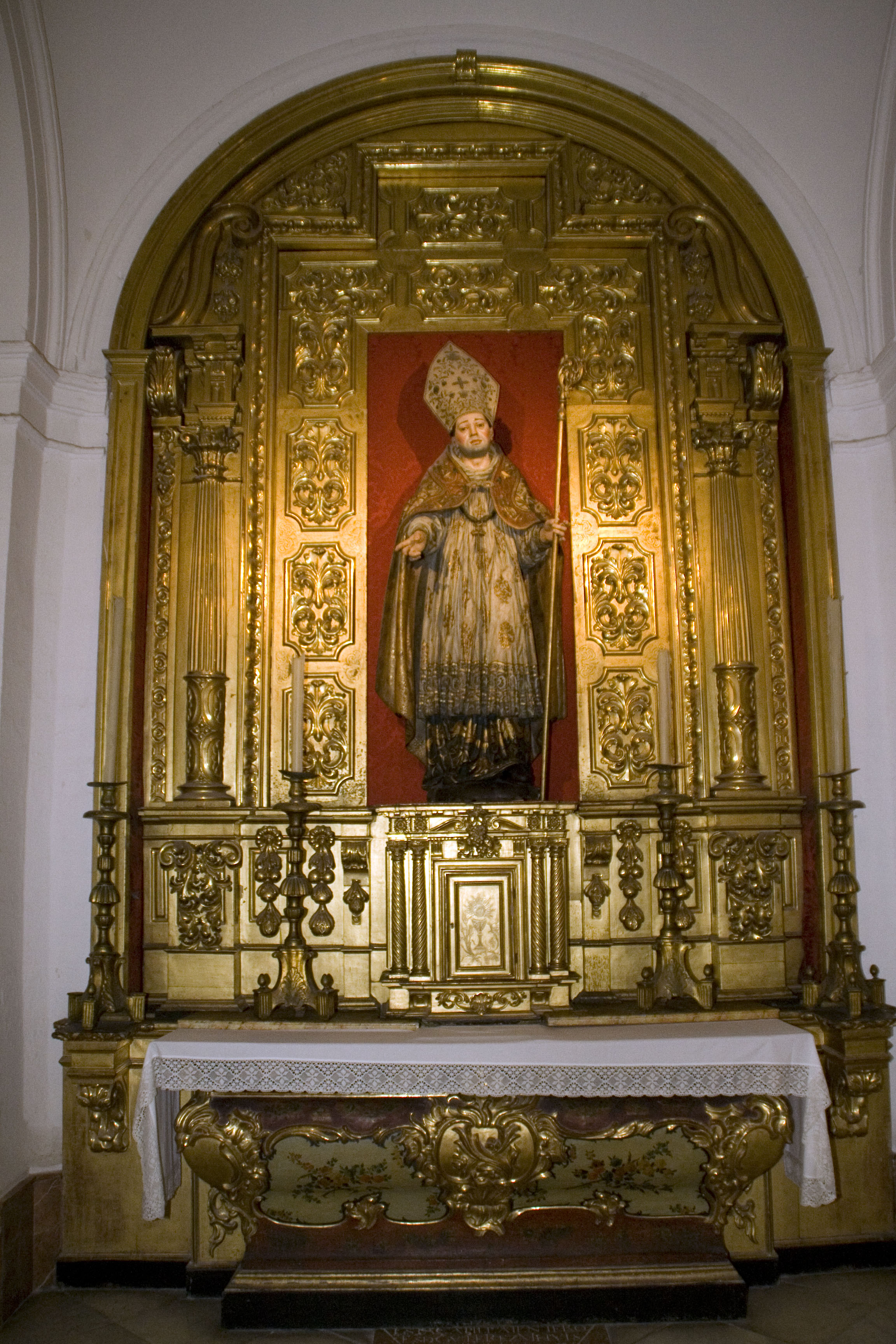
Retablo de San Eloy.
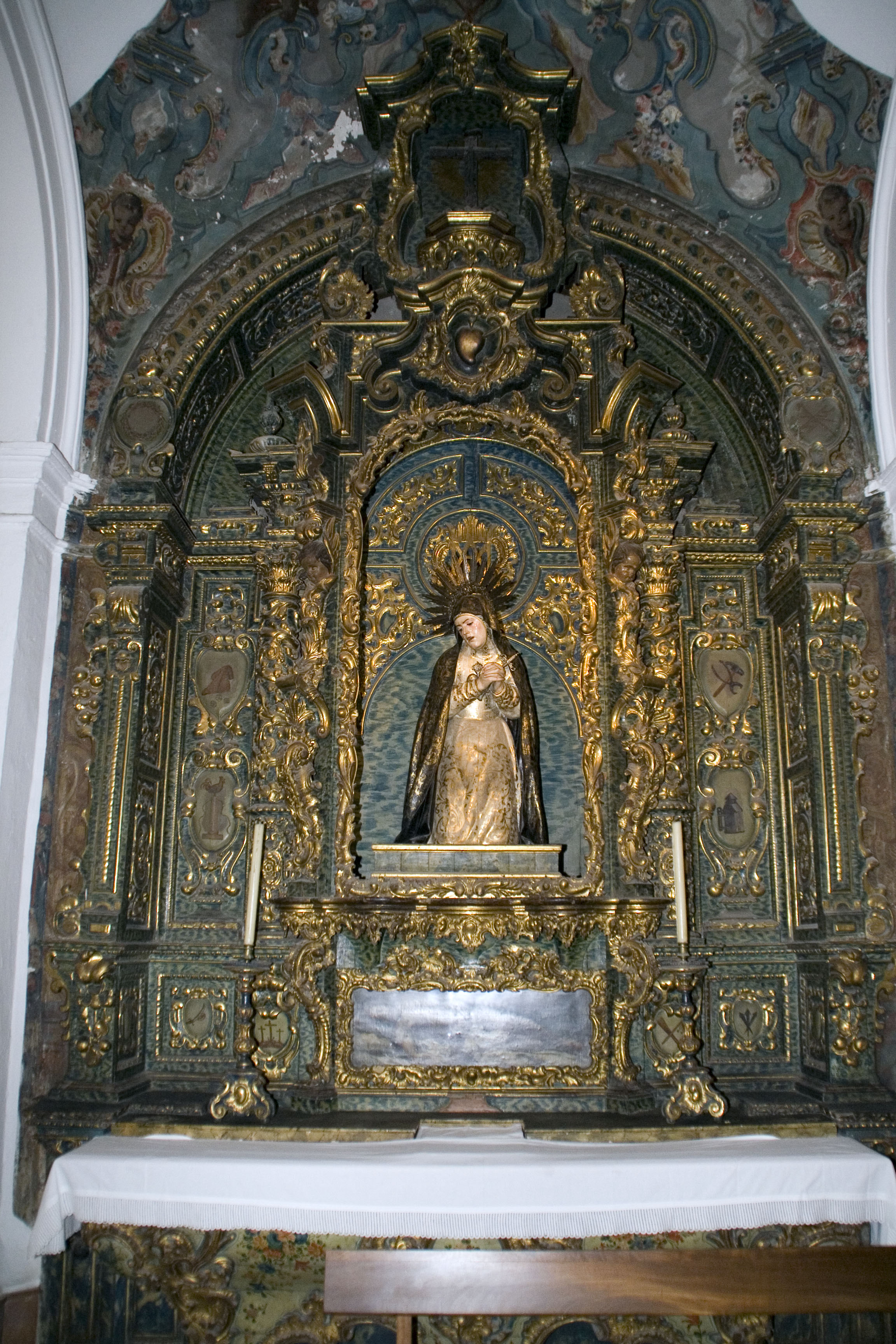
Retablo de la Virgen del Mayor Dolor.
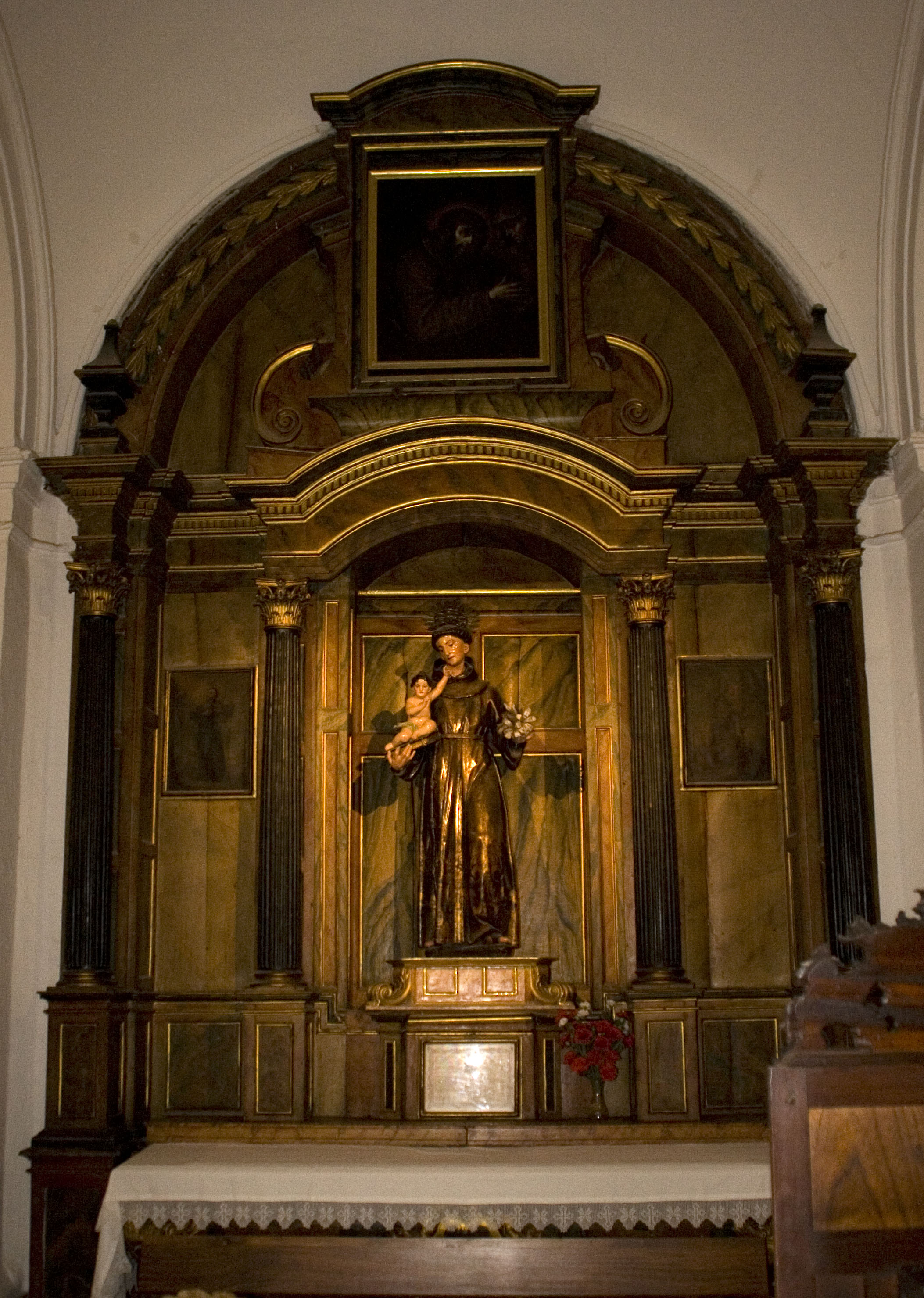
Retablo de San Francisco.
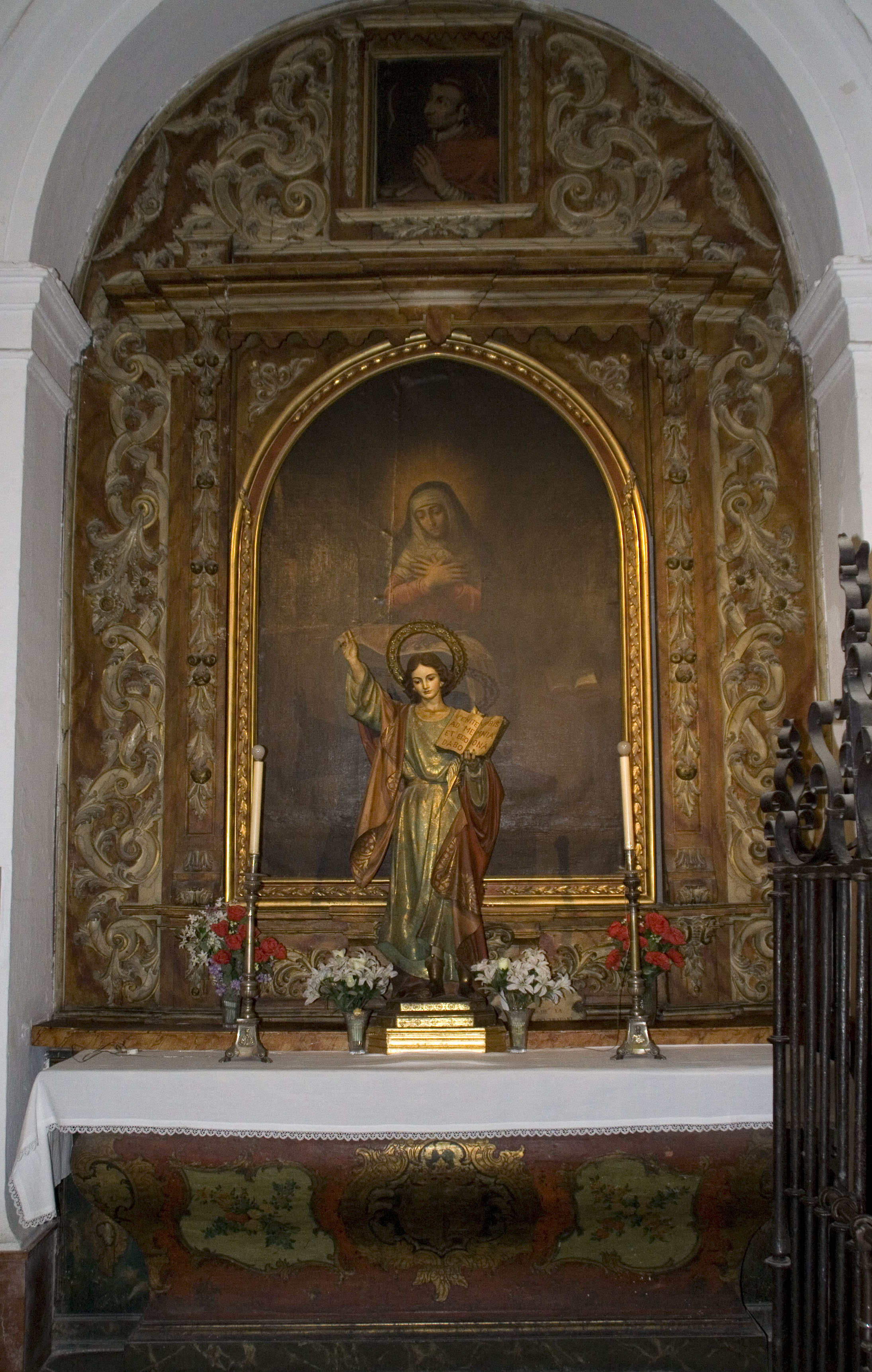
Retablo de la Virgen de la Soledad.

## Hermandades
En esta parroquia tienen su sede:
- La Hermandad de Santa Cruz. Fue fundada en 1904. Procesiona en estación de penitencia cada Martes Santo hasta la catedral de Sevilla.[23]
- La Real Congregación Eucarística de Luz y Vela. Se encarga de organizar el Jubileo Circular de las Cuarenta Horas en Sevilla. Es una tradición que comenzó en Milán, con un Breve Pontificio de Pablo III en 1537. Los menores, por encargo de Urbano VIII, mediante un Breve Pontificio de 1624, difunden en España las Cuarenta Horas. Sevilla lo celebró por primera vez en la catedral en 1698.[24]
- La Santa Escuela de Cristo de la Natividad.